# Ernest Harper
Pour les articles homonymes, voir Harper.
Ernest « Ernie » Harper (né le 2 août 1902 à Chesterfield et décédé le 9 octobre 1979 à Tullamarine) est un athlète britannique spécialiste du 10 000 mètres puis du marathon. Licencié aux Hallamshire Harriers, il mesurait 1,68 m pour 58 kg.

## Biographie

### Palmarès
| Date | Compétition                  | Lieu      | Résultat | Épreuve       | Performance       |
| ---- | ---------------------------- | --------- | -------- | ------------- | ----------------- |
| 1924 | Jeux olympiques d'été        | Colombes  | 5e       | 10 000 mètres | 31 min 58 s 0     |
| 1924 | Jeux olympiques d'été        | Colombes  | 4e       | Cross         | 35 min 45 s 4     |
| 1926 | Cross des nations            | Bruxelles | 1er      | Cross         |                   |
| 1928 | Jeux olympiques d'été        | Amsterdam | 22e      | Marathon      | 2 h 45 min 44 s   |
| 1930 | Jeux de l'Empire britannique | Hamilton  | 2e       | 6 miles       | 31 min 1 s 6      |
| 1936 | Jeux olympiques d'été        | Berlin    | 2e       | Marathon      | 2 h 31 min 23 s 2 |

### Records
| Épreuve  | Performance       | Lieu   | Date |
| -------- | ----------------- | ------ | ---- |
| Marathon | 2 h 31 min 23 s 2 | Berlin | 1936 |